# Железнодорожный (Тульская область)
Железнодоро́жный — посёлок в Ясногорском районе Тульской области. Входит в состав Ревякинского сельского поселения.

## География
Поселок находится в северной части Тульской области, восточнее железнодорожной линии Серпухов — Тула, на расстоянии приблизительно 13 км (по прямой) к югу от города Ясногорск, административного центра района.

### Часовой пояс
Посёлок Железнодорожный, как и вся Тульская область, находится в часовой зоне МСК (московское время). Смещение применяемого времени относительно UTC составляет +3:00.

## История
На предвоенной карте 1935—1941 годов был отмечен как совхоз Ревякинский (животноводческий).

## Население
| 2010 |
| ---- |
| 9    |

### Национальный состав
Согласно результатам переписи 2002 года, в национальной структуре населения русские составляли 100 % из 10 чел.